# Manassas Park, Virginia
Manassas Park là một thành phố thuộc quận, tiểu bang Virginia, Hoa Kỳ. Thành phố có diện tích 6,4 km², dân số thời điểm năm 2000 theo điều tra của Cục điều tra dân số Hoa Kỳ là 10.290 người2.
Thành phố này giáp thành phố Manassas và quận Prince William. Thành phố thuộc vùng đô thị Washington, được lập thành thị trấn năm 1957 và thành phố năm 1975.